# Oberaich
Oberaich est une ancienne commune autrichienne du district de Bruck-Mürzzuschlag en Styrie.